# Cis bilamellatus
Cis bilamellatus là một loài bọ cánh cứng trong họ Ciidae. Loài này được Wood miêu tả khoa học năm 1884.